# Orto-Fenilfenol
| Orto-Fenilfenol                                                                                                 |                                                            |
| |                                                            |
| IUPAC-név | 2-fenilfenol                                               |
| Más nevek | o-fenilfenol bifenilol 2-hidroxibifenil o-xenol orto-xenol |
| Kémiai azonosítók                                                                                               |                                                            |
| CAS-szám | 90-43-7                                                    |
| PubChem | 7017                                                       |
| ChemSpider | 13839012                                                   |
| EINECS-szám | 201-993-5                                                  |
| KEGG | D08367                                                     |
| ChEBI | 17043                                                      |
| ATC kód | D08AE06                                                    |
| Gyógyszer szabadnév                                                                                             | biphenylol                                                 |
| SMILES | OC1=CC=CC=C1C2=CC=CC=C2                                    |
| InChIKey | LLEMOWNGBBNAJR-UHFFFAOYSA-N                                |
| Beilstein | 606907                                                     |
| UNII | D343Z75HT8                                                 |
| ChEMBL | CHEMBL108829                                               |
| Kémiai és fizikai tulajdonságok                                                                                 |                                                            |
| Kémiai képlet                                                                                                   | C12H10O                                                    |
| Moláris tömeg                                                                                                   | 170,21 g/mol                                               |
| Sűrűség | 1,293 g/cm³                                                |
| Olvadáspont | 55,5-57,5 °C                                               |
| Forráspont | 280-284 °C                                                 |
| Veszélyek |                                                            |
| EU osztályozás                                                                                                  | Irritatív (Xi) Veszélyes a környezetre (N)                 |
| R mondatok | R36/37/38, R50                                             |
| S mondatok | (S2), S22, S61                                             |
| LD50 | 2000 mg/kg (patkány, szájon át)                            |
| Ha másként nem jelöljük, az adatok az anyag standardállapotára (100 kPa) és 25 °C-os hőmérsékletre vonatkoznak. |                                                            |

Az orto-fenilfenol (E231) (más néven o-fenilfenol, bifenilol, 2-hidroxibifenil, 2-fenilfenol, o-xenol, vagy orto-xenolor, INN: biphenylol) egy szerves vegyület, mely két benzolgyűrűből és egy fenolos hidroxil-csoportból áll. Szobahőmérsékleten fehér vagy barnássárga kristályokat alkot. Élelmiszeri adalékanyagként és a mezőgazdaságban gombaölőként alkalmazzák.

## Felhasználási területek
Legnagyobb mennyiségben a mezőgazdaságban használják, mint gombaölőszer. Általában a betakarítást követően, a citrusfélék felületének kezelése során alkalmazzák, ezáltal azok tovább eltárolhatók.
Tisztítószerként különböző felületek tisztítására, fertőtlenítésére használják. Előfordulhat például otthonra, kórházakba, farmokra, mosodákba, fodrászatokba szánt tisztítószerekben is.
A napi bevihető mennyiség maximum 0,2 mg/testsúlykg.

## Egészségügyi hatások
Szembe kerülve súlyos irritációt, égést, esetleg szemkárosodást okozhat. Néhány ember esetén bőrre kerülve allergiás reakciókat válthat ki.

## Vegyülete
Nátriummal alkotott sója a nátrium-2-fenilfenolát, melyre ugyanazok az előírások vonatkoznak. Az élelmiszeriparban az o-fenilfenolt E231, a nátriumsóját E232 néven tartósítószerként használják.

## Felhasználás
A 2-fenilfenolt elsősorban mezőgazdasági gombaölő szerként használják. Általában betakarítás után alkalmazzák. Ez egy gombaölő szer, amelyet citrusfélék viaszozására használnak. Az Európai Unióban már nem engedélyezett élelmiszer-adalékanyag, de 4 EU-országban továbbra is engedélyezett betakarítás utáni kezelésként.
Keltődobozok fertőtlenítésére is használják. Általános felületfertőtlenítő szer, amelyet háztartásokban, kórházakban, idősotthonokban, gazdaságokban, mosodákban, fodrászatokban és élelmiszer-feldolgozó üzemekben is használnak. Használható vászon és más anyagokon. Kórházi és állatorvosi berendezések fertőtlenítésére használják. Egyéb felhasználási területek a gumiipar és laboratóriumi reagensként. Más gombaölő szerek, festékanyagok, gyanták és gumiipari vegyszerek gyártásához is használják.
A 2-fenilfenol a 9,10-dihidro-9-oxa-10-foszfafenantrén-10-oxid, egy kereskedelmi forgalomban kapható égésgátló prekurzora.
Az ortofenil-fenol nátriumsója, a nátrium-ortofenil-fenol egy tartósítószer, amelyet citrusfélék felületének kezelésére használnak.
Az ortofenil-fenolt gombaölő szerként is használják az élelmiszer-csomagolásban, belekerülhet a tartalomba.

## Előkészítés
Ciklohexanon kondenzációjával állítják elő, így ciklohexenil-ciklohexanont kapnak végtermékül. Ez utóbbi dehidrogénezéssel 2-fenilfenolt eredményez.

## Biztonsági előírás
LD50 (patkányoknál) 2700–3000 mg/kg maximum
1. ↑  Environmental Fate and Exposure Potential. 2-Phenylphenol - Substance Summary. National Center for Biotechnology Information, U.S. National Library of Medicine. (Hozzáférés: 2012. június 2.)"Environmental Fate and Exposure Potential".
2. ↑  Mehmet Coelhan (2006). „Determination and Levels of the Biocide ortho-Phenylphenol in Canned Beers from Different Countries”. J. Agric. Food Chem. 54 (16), 5731–5735. o. DOI:10.1021/jf060743p. PMID 16881670.